# MacOS Ventura
macOS Ventura (versione 13) è la diciannovesima major release di macOS, il sistema operativo di Apple per computer Macintosh. Successore di macOS Monterey, è stato annunciato alla WWDC 2022 il 6 giugno e lanciato il 24 ottobre dello stesso anno. È stato sostituito da macOS Sonoma il 26 settembre 2023.
Prende il nome dalla contea di Ventura ed è la decima versione a portare il nome dello Stato in cui si trova l'azienda, la California. Il suo logo e lo sfondo predefinito ricordano un papavero della California.
È l'ultima versione di macOS a supportare l'iMac 2017 da 21,5 pollici e il MacBook Retina.

## Novità
macOS Ventura introduce alcune modifiche legate alla produttività, implementa poi due app precedentemente disponibili sui suoi sistemi operativi per dispositivi mobili, iOS e iPad OS, così come una nuova app implementata su tutti e tre i sistemi operativi.

### Funzioni

#### Aggiunte
- Stage Manager, che fornisce un'interfaccia alternativa per il multitasking, affiancandosi al già presente Mission Control.[2]

#### Rimosse
- L'app Anteprima su Mac non supporta più i file PostScript (.ps) e Encapsulated PostScript (.eps). La stampa di tali file rimane possibile accedendo alla coda stampante dalle Preferenze di Sistema e trascinando il file nella finestra della coda. [4][5][6]
- Utility Network è stata rimossa.
- La funzionalità Percorsi di rete è stata rimossa dall'interfaccia utente grafica. È ancora possibile accedervi dalla riga di comando.[2]
- I file della guida relativi ai modem dial-up sono stati rimossi.
- L'arresto programmato, il riavvio e l'avvio sono stati rimossi.

### Applicazioni
- Meteo: ora mostra previsioni più dettagliate.[2] Cliccando sul suo widget non viene più aperto il sito web di The Weather Channel ma direttamente l'applicazione.
- Orologio: visualizza l'ora mondiale e gestisce sveglie, cronometri e timer.[2] Anche in questo caso premendo sul widget viene aperta l'applicazione e non più la finestra "data e ora" delle Preferenze di Sistema.
- Freeform, un'app per la creazione di mappe concettuali che supporta la collaborazione in tempo reale (aggiunta nella versione 13.1).[3]

### Modifiche
- Mail offre le nuove funzionalità "invia più tardi" e "annulla invio", include poi miglioramenti alla ricerca, all'organizzazione della posta elettronica e alla formattazione.[2]
- Spotlight produce risultati di ricerca più completi; con Live Text può restituire immagini che contengono il testo cercato.[2]
- Safari aggiunge gruppi di schede condivise e passkey, utilizza WebAuthn per la gestione degli account senza password, ottiene una barra laterale ridisegnata e ottiene il supporto AVIF.[2]
- Messaggi permette all'utente di modificare e annullare l'invio di iMessage recenti, in modo simile a iOS 16 e iPadOS 16.[2]
- Handoff viene implementato su FaceTime, rendendo possibile il trasferimento una chiamata tra più dispositivi Apple.[2]
- Continuity Camera, una funzionalità che permette all'iPhone di essere utilizzato come webcam per il Mac, con il supporto a Desk View su alcuni iPhone.[2]
- Le Preferenze di Sistema sono state rinominate Impostazioni di Sistema e riorganizzate su dei tab come sull'app Impostazioni di iOS e iPadOS.[2]
  - Di conseguenza la voce della barra dei menu "Preferenze..." è stata modificata in "Impostazioni..." per tutti i programmi.[2]
- Foto: la libreria condivisa di iCloud consente a più membri di iCloud Family Sharing di aggiungere, modificare ed eliminare fotografie nella stessa libreria.[2]
- La dashboard di Game Center è stata ridisegnata.
- Font Book ha una nuova interfaccia.[2]
- Mappe include il supporto a percorsi con più tappe.
- Siri viene ridisegnato per essere simile all'interfaccia presente su iOS 14 e iPadOS 14.[2]
- Apple Music aggiunge la possibilità di contrassegnare gli artisti come "preferiti" e ricevere delle notifiche per le loro nuove pubblicazioni.
- Le finestre di dialogo per le stampe sono state ridisegnate.[2]
- Possibilità di riprodurre dei suoni di sottofondo ambientale come funzione di accessibilità, dalle Impostazioni di sistema.
- Nuovi sfondi e screensaver.
- È stato corretto un bug di Utility Disco relativo alla verifica dei volumi di backup di Time Machine.[7]
- Supporto migliorato per i controller di gioco.[2]
- Framework di virtualizzazione di Apple: migliore supporto per i gesti multitouch nelle VM macOS Ventura, supporto per l'accelerazione grafica, condivisione di cartelle e Rosetta 2 nelle VM Linux.[2]
- Metal 3, con supporto per l'upscaling spaziale e temporale dell'immagine.[2]
- Il Live Text ora funziona anche nei video.[2]
- iCloud
  - Protezione avanzata dei dati: crittografia end-to-end opzionale per tutti i dati iCloud tranne e-mail, calendari e contatti.
  - Supporto ai token.
- Sicurezza
  - Rapid Security Response, un nuovo meccanismo di aggiornamento per correggere rapidamente le vulnerabilità della sicurezza senza dover installare un aggiornamento completo del sistema; secondo Apple, queste patch non richiederanno un riavvio.[2][8]
  - Nuova sezione Elementi di accesso in Impostazioni di sistema (nel riquadro Generale), che mostra tutti i programmi che si avviano all'avvio (inclusi tutti i LaunchAgent e LaunchDaemon sia per l'utente che per il sistema). Nelle versioni precedenti di macOS, l'elenco Elementi di accesso nel riquadro "Utenti e gruppi" mostrava solo i programmi che si erano registrati per essere visualizzati e la maggior parte dei malware non veniva elencata.
  - Conferma prima di consentire le connessioni dati con accessori USB-C, per impedire che caricatori USB-C dannosi installino malware.[9][2]
  - Gatekeeper ora controlla l'autenticazione delle app di terze parti ogni volta che vengono avviate.[2]
  - La modalità di blocco, che impedisce ai dispositivi USB di connettersi quando il Mac è in modalità di sospensione, blocca l'installazione di profili MDM, limita il rischio di allegati dannosi nell'app Messaggi,[2] e rimuove la compilazione just-in-time per JavaScript in Safari.
  - Le app integrate non possono essere spostate dal volume di sistema firmato crittograficamente verificato in un'altra posizione dove potrebbero essere manomesse.[2]

## Problemi
- Molti utenti segnalano che le impostazioni di stampa non vengono più salvate (tipo di carta, stampa fronte/retro, modalità colore, qualità di stampa, ecc.) rendendo necessario impostarle manualmente a ogni lavoro di stampa.[senza fonte]
- L'input esadecimale di Unicode non funziona se il numero di quattro cifre del punto di codice è 0xx0 (la prima e l'ultima cifra del numero sono zero).[10] Il problema è poi stato risolto in Ventura 13.3.

- Ventura 13.5 ha introdotto un bug in cui le app installate dall'utente non vengono visualizzate nella sezione "Servizi di localizzazione" nelle impostazioni "Privacy e sicurezza". Per questo motivo, gli utenti non sono in grado di modificare le autorizzazioni di posizione o visualizzare l'elenco delle applicazioni da loro installate che hanno accesso alle informazioni sulla loro posizione.[11] Il problema è stato risolto in Ventura 13.5.1.

## Compatibilità

### Ufficiale
macOS Ventura supporta i Mac con Apple Silicon e chip Intel Xeon-W e Kaby Lake di settima generazione e successivi ed elimina il supporto per vari modelli commercializzati dal 2015 al 2016. L'iMac 2017 da 21,5 pollici è l'unico modello con configurazione standard supportato a non avere un display Retina. macOS Ventura supporta i seguenti modelli Mac:
- iMac (2017 e successivi)
- iMac Pro (2017)
- MacBook (2017)
- MacBook Air (2018 e successivi)
- MacBook Pro (2017 e successivi)
- Mac Mini (2018 e successivi)
- Mac Pro (2019 e successivi)
- Mac Studio (tutti i modelli)

AirPlay su Mac, "Ehi Siri" sempre attivo, streaming 4K HDR e audio spaziale non sono supportati su tutti i modelli. La dettatura offline, i sottotitoli in tempo reale, la modalità ritratto in FaceTime e la "Modalità riferimento" (che consente agli utenti di utilizzare un iPad come monitor di riferimento secondario) funzionano solo sui Mac Apple Silicon.

### Non ufficiale
Utilizzando delle patch, macOS Ventura può essere installato in modo non ufficiale su modelli precedenti non supportati, come un MacBook Air 2017 e un MacBook Pro 2015. Utilizzando questi metodi, è possibile installare macOS Ventura su modelli già a partire da un MacBook Pro del 2008 o da un iMac del 2007 (dopo un aggiornamento della CPU Penryn).

## Versioni
La prima versione beta per sviluppatori di macOS 13 Ventura è stata distribuita il 6 giugno 2022.
|  | Versione precedente |  | Versione attuale |  | Versione di sicurezza |

| Versione                                           | Build      | Data di uscita    | Versione di Darwin |
| -------------------------------------------------- | ---------- | ----------------- | --- |
| 13.0                                               | 22A380     | 24 ottobre 2022   | 22.1.0 xnu-8792.41.9~2 Domenica 9 ottobre 20:15:52 PDT 2022 xnu-8792.41.9~2 Domenica 9 ottobre 20:15:52 PDT 2022                   |
| 13.0                                               | 22A8380    | 24 ottobre 2022   | 22.1.0 xnu-8792.41.9~2 Domenica 9 ottobre 20:15:52 PDT 2022 xnu-8792.41.9~2 Domenica 9 ottobre 20:15:52 PDT 2022                   |
| 13.0.1                                             | 22A400     | 9 novembre 2022   | 22.1.0 xnu-8792.41.9~2 Domenica 9 ottobre 20:15:52 PDT 2022 xnu-8792.41.9~2 Domenica 9 ottobre 20:15:52 PDT 2022                   |
| 13.1                                               | 22C65      | 13 dicembre 2022  | 22.2.0 xnu-8792.61.2~4 Venerdì 11 novembre 02:06:26 PST 2022 xnu-8792.61.2~4 Venerdì 11 novembre 02:06:26 PST 2022                 |
| 13.2                                               | 22D49      | 23 gennaio 2023   | 22.3.0 xnu-8792.81.2~2 Giovedì 5 gennaio 20:53:49 PST 2023 xnu-8792.81.2~2 Giovedì 5 gennaio 20:53:49 PST 2023                     |
| 13.2.1                                             | 22D68      | 13 febbraio 2023  | 22.3.0 xnu-8792.81.3~2 Lunedì 30 gennaio 20:38:43 PST 2023 xnu-8792.81.3~2 Lunedì 30 gennaio 20:38:43 PST 2023                     |
| 13.3                                               | 22E252     | 27 marzo 2023     | 22.4.0 xnu-8796.101.5~3 Lunedì 6 marzo 20:59:28 PST 2023 xnu-8796.101.5~3 Lunedì 6 marzo 20:59:28 PST 2023                         |
| 13.3.1                                             | 22E261     | 7 aprile 2023     | 22.4.0 xnu-8796.101.5~3 Lunedì 6 marzo 20:59:28 PST 2023 xnu-8796.101.5~3 Lunedì 6 marzo 20:59:28 PST 2023                         |
| 13.3.1(a)                                          | 22E772610a | 1 maggio 2023     | |
| 13.4                                               | 22F66      | 18 maggio 2023    | 22.5.0 xnu-8796.121.2~5 Lunedì 24 aprile 20:52:43 PDT 2023 xnu-8796.121.2~5 Lunedì 24 aprile 20:52:43 PDT 2023                     |
| 13.4.1                                             | 22F82      | 21 giugno 2023    | 22.5.0 xnu-8796.121.3~7 Giovedì 8 giugno 22:22:22 PDT 2023 xnu-8796.121.3~7 Giovedì 8 giugno 22:22:22 PDT 2023                     |
| 13.4.1(a)                                          | 22F770820b | 10 luglio 2023    | |
| 13.4.1 (c)                                         | 22F770820d | 12 luglio 2023    | |
| 13.5                                               | 22G74      | 24 luglio 2023    | 22.6.0 xnu-8796.141.3~6 Mercoledì 5 luglio 22:21:56 PDT 2023 xnu-8796.141.3~6 Mercoledì 5 luglio 22:21:56 PDT 2023                 |
| 13.5.1                                             | 22G90      | 17 agosto 2023    | 22.6.0 xnu-8796.141.3~6 Mercoledì 5 luglio 22:21:56 PDT 2023 xnu-8796.141.3~6 Mercoledì 5 luglio 22:21:56 PDT 2023                 |
| 13.5.2                                             | 22G91      | 7 settembre 2023  | 22.6.0 xnu-8796.141.3~6 Mercoledì 5 luglio 22:21:56 PDT 2023 xnu-8796.141.3~6 Mercoledì 5 luglio 22:21:56 PDT 2023                 |
| 13.6                                               | 22G120     | 21 settembre 2023 | 22.6.0 xnu-8796.141.3.700.8~1 Venerdì 15 settembre 13:39:52 PDT 2023 xnu-8796.141.3.700.8~1 Venerdì 15 settembre 13:39:52 PDT 2023 |
| 13.6.1                                             | 22G313     | 25 ottobre 2023   | 22.6.0 xnu-8796.141.3.701.17~4 Mercoledì 4 ottobre 21:25:26 PDT 2023 xnu-8796.141.3.701.17~4 Mercoledì 4 ottobre 21:25:26 PDT 2023 |
| 13.6.2                                             | 22G320     | 7 novembre 2023   | 22.6.0 xnu-8796.141.3.701.17~6 Giovedì 2 novembre 07:43:57 PDT 2023 xnu-8796.141.3.701.17~6 Giovedì 2 novembre 07:43:57 PDT 2023   |
| 13.6.3                                             | 22G436     | 11 dicembre 2023  | 22.6.0 xnu-8796.141.3.702.9~2 Martedì 7 novembre 21:48:06 PST 2023 xnu-8796.141.3.702.9~2 Martedì 7 novembre 21:48:06 PST 2023     |
| 13.6.4                                             | 22G513     | 22 gennaio 2024   | 22.6.0 xnu-8796.141.3.703.2~2 Domenica 17 dicembre 22:18:09 PST 2023 xnu-8796.141.3.703.2~2 Domenica 17 dicembre 22:18:09 PST 2023 |
| Changelog Informazioni sulle versioni di sicurezza |            |                   | |